# Phacussa
Phacussa is een geslacht van weekdieren uit de klasse van de Gastropoda (slakken).

## Soorten
- Phacussa fulminata (Hutton, 1882)
- Phacussa helmsi (Hutton, 1882)
- Phacussa henryi (Suter, 1899)
- Phacussa hypopolia (L. Pfeiffer, 1853)
- Phacussa oconnori (Powell, 1941)
- Phacussa prousei (Powell, 1952)
- Phacussa stewartensis David, 1934